# Mecynotarsus flinti
Mecynotarsus flinti es una especie de coleóptero de la familia Anthicidae.

## Distribución geográfica
Habita en Sri Lanka.